# 滨岛薰夫
滨岛薰夫（はましま薫夫，？—）是日本遊戲原畫家、插畫家。原STAR LINK、CLOCKUP所属。現在居住在埼玉縣所澤市。過去的名稱有滨島重雄。主要描畫肉感的的女性。

## 生平
因為與其考量漫畫的對話，還不如說繪畫方面比較在行，所以志願成為插畫家而非漫畫家。受到AliceSoft製作的遊戲「DiaboLiQuE」衝擊而志願進入成人遊戲製作公司。參加STAR LINK。也接受著TYPE-MOON公司的錄用考試。之後移籍CLOCKUP「sentinel」首次擔任原畫家。其本人为女性，使用男性名稱的理由是因為「製作美少女遊戲不需要女人的名字」。「えろげー!〜Hもゲームも開発三昧〜」發售後因為身體健康因素而从CLOCKUP離職了。
畫風以情色美少女遊戲原畫家滝美梨香為參考對象。

## 作品

### 遊戲原畫
- センチネル[
- 凌辱学園長/奴隷倶楽部 〜読心調教録〜
- こっすこす! 〜あなた好みのコスプレHしてあげる〜
- 黄昏に煌く銀の繰眼
- えろげー!〜Hもゲームも開発三昧〜
- A.G.II.D.C. 〜あるぴじ学園2.0 サーカス史上最大の危機!?〜
- euphoria
- ぽちとご主人様
- フラテルニテ
- Maggot baits
- みにくいモジカの子

### 插圖
- メガストア封面（2009年1月號～2009年12號[6]）
- 泳ぎません。（著：比嘉智康、MF文庫J）
- セクシャル・ハンター・ライオット（著：築地俊彦、講談社輕小說文庫）
- euphoria 〜another room〜（著：浅生詠、ぷちぱら文庫）
- 薬師るり3rdアルバム「colorful life」ジャケット
- エロゲートラウまにあくす〜心にクる衝撃的エロゲ〜 表紙・裏表紙（マックス）

## 畫冊
- 滨岛薰夫アートワークス ISBN 978-4863791398、Max（日语：マックス (出版社)）

## 專欄
- 「浜島重雄のみーとぱらだいすっ!」（PUSH!!2006年10月號～2007年3月號）[7]
- 「お江戸かわらばん」（PUSH!!08年12月號～09年5月號）

## 外部連結
- S__H （页面存档备份，存于）（日語）
- 滨岛薰夫的Twitter账户 （页面存档备份，存于）（日語）